# Agama spinosa
Espèce
Statut de conservation UICN

 LC  : Préoccupation mineure
Agama spinosa est une espèce de sauriens de la famille des Agamidae.

## Répartition
Cette espèce se rencontre en Égypte, au Soudan, au Soudan du Sud, au Éthiopie, en Érythrée, à Djibouti et en Somalie.

## Publication originale
- Gray, 1831 "1830" : A synopsis of the species of Class Reptilia. The animal kingdom arranged in conformity with its organisation by the Baron Cuvier with additional descriptions of all the species hither named, and of many before noticed, V Whittaker, Treacher and Co., London, vol. 9, p. 1-481 (texte intégral).